# Rodentolepis nana
Ténia nain, Tæniasis « infantile » des régions chaudes
Espèce
Rodentolepis nana, le Ténia nain, est une espèce de cestodes de la famille des Hymenolepididae. De très petite taille, c'est un parasite strict de l'Homme, dont la présence dans l'intestin grêle de l'enfant et parfois de l'adulte, détermine le tæniasis « infantile » des régions chaudes.

## Morphologie
C'est le plus petit des ténias spécifiques de l'Homme. Il peut mesurer de 1 à 10 cm, mais sa taille habituelle, dans les infestations massives, varie de 2 à 3 cm. Son scolex porte quatre ventouses et une couronne de vingt à trente crochets sur un rostre rétractile ; il est suivi d'un cou très fin et d'une chaîne d'anneaux plus larges que hauts (au nombre de 100 à 200), à pores génitaux tous du même côté.

## Systématique
Le nom valide complet (avec auteur) de ce taxon est Rodentolepis nana (von Siebold, 1852).
L'espèce a été initialement classée dans le genre Taenia sous le protonyme Taenia nana von Siebold, 1852.
Rodentolepis nana a pour synonymes :
- Hymenolepis nana
- Taenia nana von Siebold, 1852
- Vampirolepis nana (Siebold, 1852)

## Répartition géographique et importance
C'est le plus commun des ténias humains ; très fréquent autour de la Méditerranée et dans les régions chaudes d'Afrique, d'Amérique et d'Asie, il entraine un tæniasis bénin sauf dans les infestations massives sur terrains déficients.

## Biologie

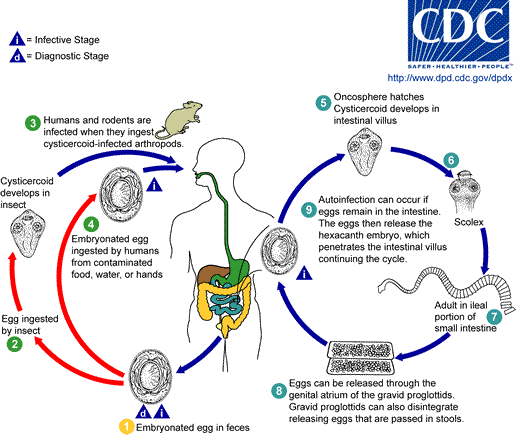
Cycle de vie (cliquer pour agrandir)

Rodentolepis nana est le seul ténia de la famille des hyménolépididés à avoir, en grande partie, affranchi son cycle de l'hôte intermédiaire invertébré qui rendait l'infestation humaine accidentelle et aléatoire. Aussi, bien qu'il existe toujours la possibilité d'infestation humaine par déglutition de puces ou de vers de farine porteurs de cysticercoïdes, le mode habituel de contamination est direct : chez l'enfant parasité, les anneaux gravides, détachés de la chaîne, sont digérés pendant le transit et libèrent, dans la lumière intestinale, les œufs caractéristiques : hyalins, limités par une enveloppe externe ovoïde de 50 µm sur 40 µm, ils contiennent un petit embryon hexacanthe entouré par son embryophore en citron aux pôles munis de filaments flexueux. Ces œufs, rejetés à l'extérieur avec les selles du porteur, sont déglutis comme souillure des aliments ou des doigts (auto-réinfestation); dans le duodénum, sous l'action des sucs digestifs, les embryons hexacanthes sont libérés; ils pénètrent activement dans les villosités duodénales, s'y transforment en cysticercoïdes, font éclater la villosité, et, libérés, se fixent à la muqueuse jéjunale pour redonner des vers adultes. Dans ce cycle, le développement du cysticercoïde au sein des villosités entraîne une réaction humorale que l'on ne retrouve pas dans le cycle indirect où tout se passe dans la lumière intestinale, donc « à l'extérieur ».

## Clinique
Une symptomatologie notable n'apparait que dans les infestations massives (500 à plus de 1000 vers). Elle est dominée par les troubles nerveux : crises choréïques, convulsions, crises épileptiformes, troubles méningés.

## Diagnostic
C'est un diagnostic coprologique rendu facile par le nombre et l'aspect très typique des œufs.

## Traitement
Ici, la sortie échelonnée des cysticercoïdes, dont l'évolution a pu se poursuivre dans les villosités à l'abri des agents médicamenteux, rend nécessaire une posologie prolongée et renouvelée. On prescrira donc chez l'adulte et le jeune au-dessus de 7 ans de la niclosamide, à raison de :
- le premier jour, 2 comprimés à mâcher à la fin du repas principal (soit 1 g) et 2 autres comprimés 1 heure après (soit au total) 2 g ;
- puis, les 7 jours suivants, 2 comprimés à la fin du repas principal (1 g par jour), donc un total de 9 g en 8 jours.

Ce traitement sera à renouveler une fois, après 2 semaines de repos. Trois mois après, par sécurité, on demandera un contrôle de négativité des selles.
Chez l'enfant de 4 à 7 ans, on donnera 1/2 dose, soit 1 comprimé 2 fois le premier jour puis 1 comprimé par jour les 7 jours suivants, tandis que l'enfant de moins de 4 ans ne recevra, au même rythme que des demi-comprimés.